# Yobe
Yobe är en delstat i nordöstra Nigeria, gränsande till Niger i norr. Den bildades 1991 och var tidigare en del av Borno.